# Mjöshult
Mjöshult är en by sydväst om Säven i Bredareds socken i Borås kommun. Från 2015 avgränsar SCB här en småort.